# فيم جيرلاخ
فيم جيرلاخ (بالهولندية: Wim Gerlach)‏ (24 يونيو 1935 – 14 يونيو 2007) هو ملاكم هولندي راحل، مثّل بلاده في الألعاب الأولمبية الصيفية في دورتي 1960 و1964.

## روابط خارجية
فيم جيرلاخ على موقع أوليمبيديا (الإنجليزية)